# Leptopelis macrotis
Espèce
Statut de conservation UICN

 NT  : Quasi menacé
Leptopelis macrotis est une espèce d'amphibiens de la famille des Arthroleptidae.

## Répartition
Cette espèce se rencontre en Sierra Leone, dans le sud de la Guinée, au Liberia, dans le Sud de la Côte d'Ivoire et dans le sud-ouest du Ghana.

## Description
Les mâles mesurent de 40 à 46 mm et les femelles de 74 à 84 mm.

## Publication originale
- Schiøtz, 1967 : The treefrogs (Rhacophoridae) of West Africa. Spolia Zoologica Musei Hauniensis, København, vol. 25, p. 1-346.